# ولاية بومرداس
ولاية بومرداس هي ولاية في شمال الجزائر تقع بين ولايات تيزي وزو والبويرة والبليدة والجزائر وعاصمتها بومرداس.

## الموقع الجغرافي
تقع ولاية بومرداس في الشمال المركزي للجزائر وتمتد على شريط ساحلي يزيد عن 80 كم. تتربع على مساحة تقدر بـ 1456,68 كم2 ويقطنها حوالي: 831.000 نسمة تحدها غربا ولاية الجزائر ومن الجنوب الغربي ولاية البليدة، أما من الشرق فتحدها ولاية تيزي وزو وجنوبا ولاية البويرة ومن الشمال البحر الأبيض المتوسط.

## المناخ
المناخ السائد في منطقة بومرداس هو مناخ البحر الأبيض المتوسط بارد ورطب شتاءا حار وجاف صيفا، وتتراوح كمية الأمطار المتساقطة سنويا بين 500 إلى 1300مم بداية من شهر أكتوبر إلى غاية شهر مارس وتعرف المناطق الساحلية بلطافة جوها وبمعدل حرارة سنوي يقدر بـ 18° على خط الشريط الساحلي و 25° بالمناطق الداخلية للولاية.

### الإحصائيات المناخية الشهرية
| البيانات المناخية لـولاية بومرداس | البيانات المناخية لـولاية بومرداس | البيانات المناخية لـولاية بومرداس | البيانات المناخية لـولاية بومرداس | البيانات المناخية لـولاية بومرداس | البيانات المناخية لـولاية بومرداس | البيانات المناخية لـولاية بومرداس | البيانات المناخية لـولاية بومرداس | البيانات المناخية لـولاية بومرداس | البيانات المناخية لـولاية بومرداس | البيانات المناخية لـولاية بومرداس | البيانات المناخية لـولاية بومرداس | البيانات المناخية لـولاية بومرداس | البيانات المناخية لـولاية بومرداس |
| الشهر                             | يناير                             | فبراير                            | مارس                              | أبريل                             | مايو                              | يونيو                             | يوليو                             | أغسطس                             | سبتمبر                            | أكتوبر                            | نوفمبر                            | ديسمبر                            | المعدل السنوي                     |
| --------------------------------- | --------------------------------- | --------------------------------- | --------------------------------- | --------------------------------- | --------------------------------- | --------------------------------- | --------------------------------- | --------------------------------- | --------------------------------- | --------------------------------- | --------------------------------- | --------------------------------- | --------------------------------- |
| متوسط درجة الحرارة الكبرى °ف      | 61.7                              | 63.1                              | 65.3                              | 68.7                              | 74.3                              | 80.6                              | 87.1                              | 88.2                              | 84.6                              | 77.2                              | 69.3                              | 63.0                              | 73.6                              |
| المتوسط اليومي °ف                 | 52.3                              | 53.4                              | 55.0                              | 58.5                              | 63.9                              | 70.3                              | 76.3                              | 77.4                              | 73.8                              | 66.9                              | 59.4                              | 53.8                              | 63.4                              |
| متوسط درجة الحرارة الصغرى °ف      | 42.6                              | 43.5                              | 44.6                              | 48.2                              | 53.6                              | 60.1                              | 65.3                              | 66.4                              | 62.8                              | 56.7                              | 49.3                              | 44.6                              | 53.1                              |
| الهطول إنش                        | 3.15                              | 3.22                              | 2.89                              | 2.41                              | 1.57                              | 0.66                              | 0.18                              | 0.29                              | 1.35                              | 2.99                              | 3.80                              | 4.54                              | 27.05                             |
| متوسط درجة الحرارة الكبرى °م      | 16.5                              | 17.3                              | 18.5                              | 20.4                              | 23.5                              | 27.0                              | 30.6                              | 31.2                              | 29.2                              | 25.1                              | 20.7                              | 17.2                              | 23.1                              |
| المتوسط اليومي °م                 | 11.3                              | 11.9                              | 12.8                              | 14.7                              | 17.7                              | 21.3                              | 24.6                              | 25.2                              | 23.2                              | 19.4                              | 15.2                              | 12.1                              | 17.5                              |
| متوسط درجة الحرارة الصغرى °م      | 5.9                               | 6.4                               | 7.0                               | 9.0                               | 12.0                              | 15.6                              | 18.5                              | 19.1                              | 17.1                              | 13.7                              | 9.6                               | 7.0                               | 11.7                              |
| الهطول مم                         | 80.0                              | 81.8                              | 73.4                              | 61.1                              | 39.9                              | 16.7                              | 4.6                               | 7.4                               | 34.2                              | 76.0                              | 96.4                              | 115.2                             | 686.7                             |
| متوسط الرطوبة النسبية (%)         | 80                                | 84                                | 76                                | 67                                | 60                                | 63                                | 63                                | 65                                | 64                                | 65                                | 66                                | 74                                | 69                                |
| ساعات سطوع الشمس الشهرية          | 5.4                               | 5.6                               | 6.8                               | 7.8                               | 9.7                               | 11.3                              | 11.1                              | 10.0                              | 9.1                               | 8.1                               | 6.8                               | 5.4                               | 97.1                              |
| المصدر: الأرصاد الجوية الجزائرية  |                                   |                                   |                                   |                                   |                                   |                                   |                                   |                                   |                                   |                                   |                                   |                                   |                                   |

### الخريطة المناخية السنوية

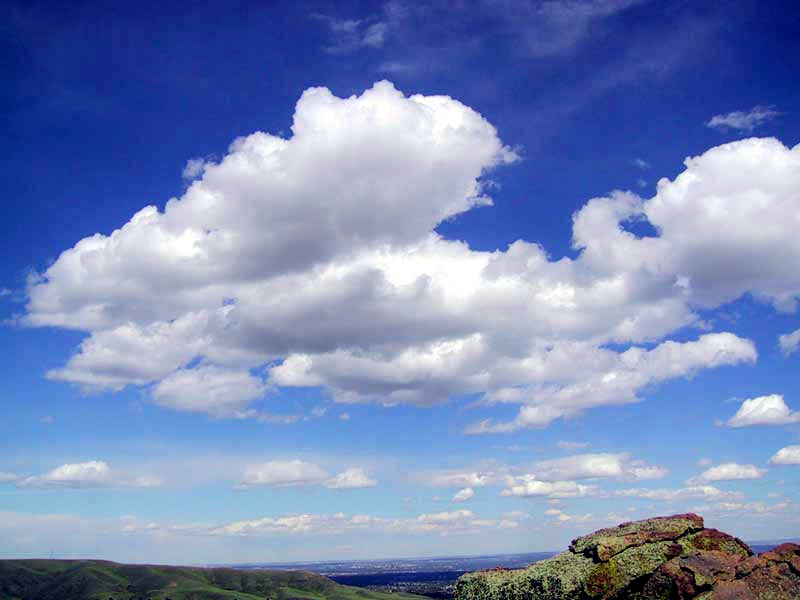
مناخ الجزائر

| مخطط المناخ لولاية بومرداس            | مخطط المناخ لولاية بومرداس | مخطط المناخ لولاية بومرداس | مخطط المناخ لولاية بومرداس | مخطط المناخ لولاية بومرداس | مخطط المناخ لولاية بومرداس | مخطط المناخ لولاية بومرداس | مخطط المناخ لولاية بومرداس | مخطط المناخ لولاية بومرداس | مخطط المناخ لولاية بومرداس | مخطط المناخ لولاية بومرداس | مخطط المناخ لولاية بومرداس |
| ------------------------------------- | -------------------------- | -------------------------- | -------------------------- | -------------------------- | -------------------------- | -------------------------- | -------------------------- | -------------------------- | -------------------------- | -------------------------- | -------------------------- |
| 01                                    | 02                         | 03                         | 04                         | 05                         | 06                         | 07                         | 08                         | 09                         | 10                         | 11                         | 12                         |
| 80 17 6                               | 82 17 6                    | 73 19 7                    | 61 20 9                    | 40 24 12                   | 17 27 16                   | 4.6 31 19                  | 7.4 31 19                  | 34 29 17                   | 76 25 14                   | 96 21 10                   | 115 17 7                   |
| متوسط درجة-الحرارة °س مجاميع الهطل مم |                            |                            |                            |                            |                            |                            |                            |                            |                            |                            |                            |
| بالوحدات الإنكليزية                   |                            |                            |                            |                            |                            |                            |                            |                            |                            |                            |                            |
| 01                                    | 02                         | 03                         | 04                         | 05                         | 06                         | 07                         | 08                         | 09                         | 10                         | 11                         | 12                         |
| 3.1 62 43                             | 3.2 63 44                  | 2.9 65 45                  | 2.4 69 48                  | 1.6 74 54                  | 0.7 81 60                  | 0.2 87 65                  | 0.3 88 66                  | 1.3 85 63                  | 3 77 57                    | 3.8 69 49                  | 4.5 63 45                  |
| متوسط درجة-الحرارة °ف مجاميع الهطول ″ |                            |                            |                            |                            |                            |                            |                            |                            |                            |                            |                            |

| 01                                    | 02        | 03        | 04        | 05        | 06        | 07        | 08        | 09        | 10      | 11        | 12        |
| 3.1 62 43                             | 3.2 63 44 | 2.9 65 45 | 2.4 69 48 | 1.6 74 54 | 0.7 81 60 | 0.2 87 65 | 0.3 88 66 | 1.3 85 63 | 3 77 57 | 3.8 69 49 | 4.5 63 45 |
| متوسط درجة-الحرارة °ف مجاميع الهطول ″ |           |           |           |           |           |           |           |           |         |           |           |

## الولاة
تعاقب العديد من الولاة على ولاية بومرداس منذ إنشائها في 4 فيفري 1984م من خلال المرسوم التنفيذي رقم 84-09 الذي ينظم الإقليم الوطني الجزائري في إطار ثمانية وأربعين ولاية.
| رقم | الوالي                 | البداية         | النهاية         | ولاية المولد   |
| --- | ---------------------- | --------------- | --------------- | -------------- |
| 01  | عبد المالك سلال        | 4 أفريل 1984م   | 13 ماي 1984م    | ولاية قسنطينة  |
| 02  | الهاشمي جيار           | 13 ماي 1984م    | 1987م           | ولاية باتنة    |
| 03  | يوسف بن أوجيت          | 20 سبتمبر 1987م | 29 جويلية 1990م |                |
| 04  | قويدر جبلي             | 29 جويلية 1990م | 21 أوت 1991م    |                |
| 05  | محمد العيشوبي          | 21 أوت 1991م    | 15 أفريل 1994م  |                |
| 06  | مراد هيدوك             | 30 جوان 1994م   | 22 أوت 1999م    | ولاية جيجل     |
| 07  | علي بدريسي             | 22 أوت 1999م    | 7 ماي 2008م     | ولاية تيزي وزو |
| 08  | إبراهيم مراد           | 7 ماي 2008م     | 30 سبتمبر 2010م | ولاية باتنة    |
| 09  | كمال عباس              | 30 سبتمبر 2010م | 22 جويلية 2015م |                |
| 10  | نورية يمينة زرهوني     | 22 جويلية 2015م | 5 أكتوبر 2016م  | ولاية تلمسان   |
| 11  | عبد الرحمن مدني فواتيح | 5 أكتوبر 2016م  | 3 أكتوبر 2018م  | ولاية وهران    |
| 12  | محمد سلاماني           | 3 أكتوبر 2018م  | 22 أفريل 2019م  |                |
| 13  | يحي يحياتن             | 22 أفريل 2019م  | 2020م (حاليا)   | ولاية تيزي وزو |

## التقسيم الإداري

### الدوائر

1. دائرة بغلية•
2. دائرة بودواو•
3. دائرة برج منايل•
4. دائرة بومرداس•
5. دائرة دلس•
6. دائرة خميس الخشنة•
7. دائرة يسر•
8. دائرة الناصرية•
9. دائرة الثنية

هذه الولاية مؤلفة من 9 دوائر:

### البلديات

هذه الولاية تحتوي على 32 بلدية وهي:
| - بومرداس - قورصو - تجلبين - برج منايل - جنات - لقاطة - زموري - أولاد عيسى - بودواو - قدارة | - أولاد هداج - بودواو البحري - دلس - بن شود - اعفير - الثنية - سوق الحد - بني عمران - عمال - يسر | - سي مصطفى - خميس الخشنة - أولاد موسى - الأربعطاش - حمادي - الناصرية - أولاد عيسى - بغلية - سيدي داود - تاورقة |  |

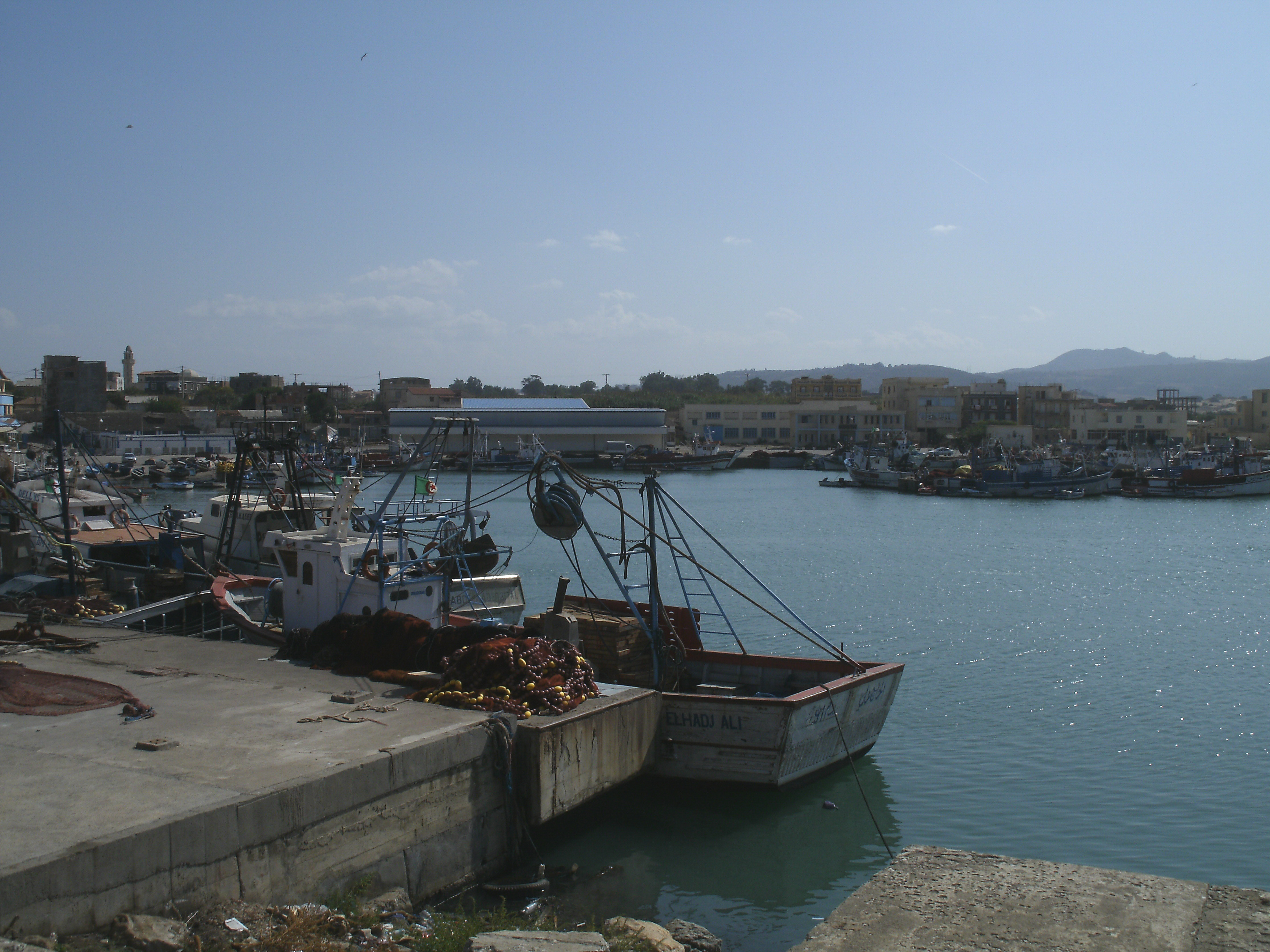
بلدية زموري
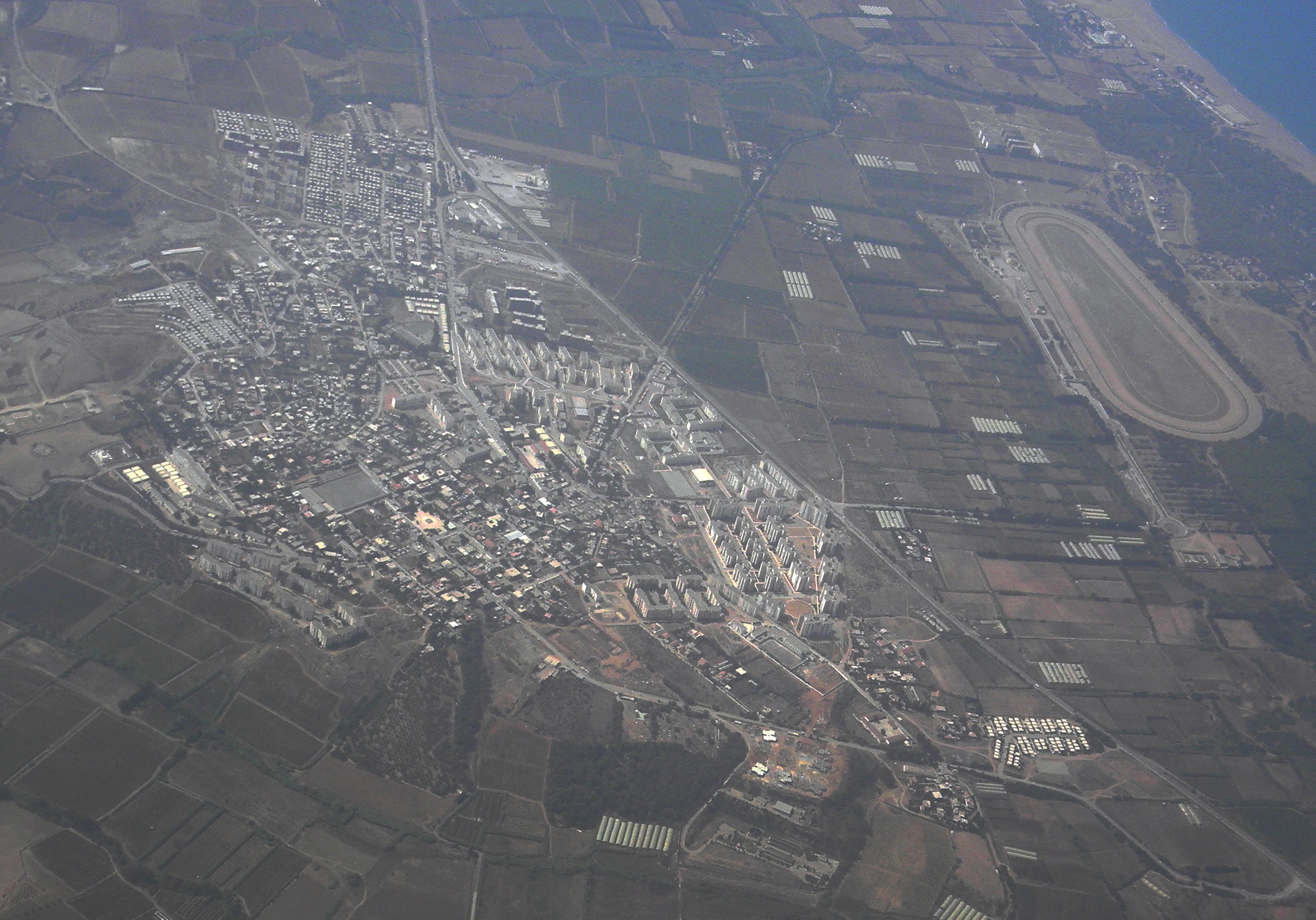
بلدية زموري
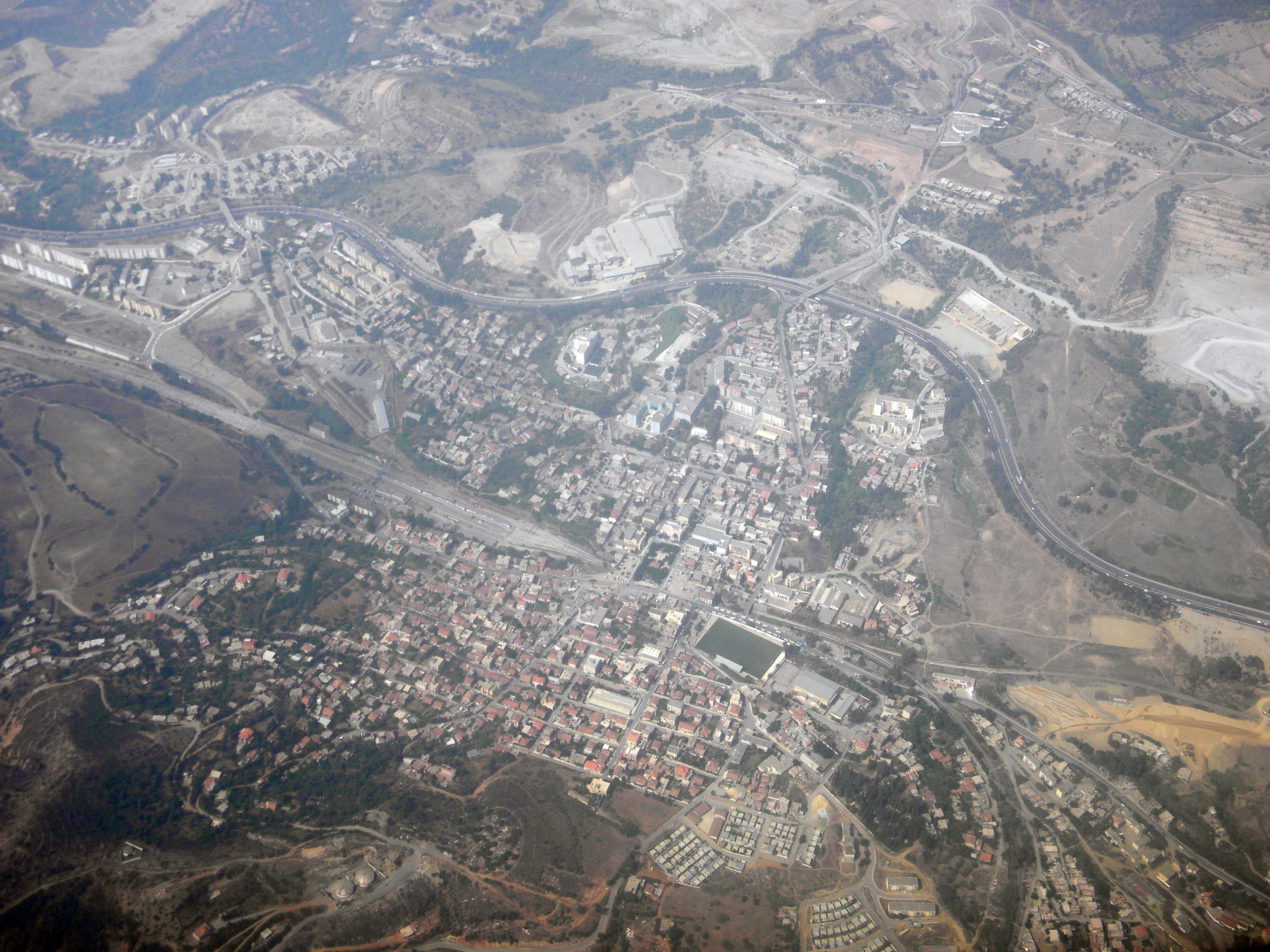
بلدية الثنية
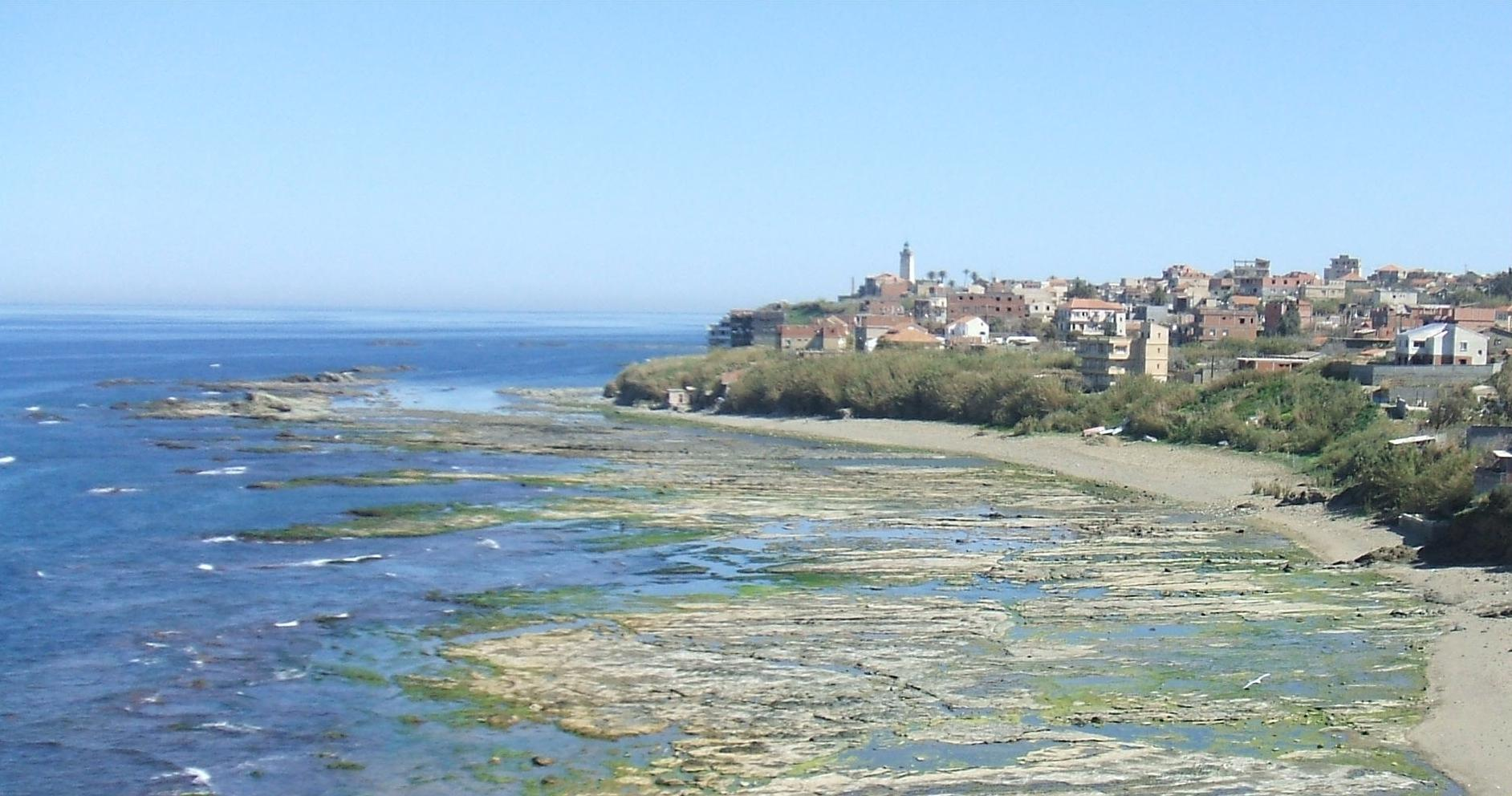
بلدية دلس
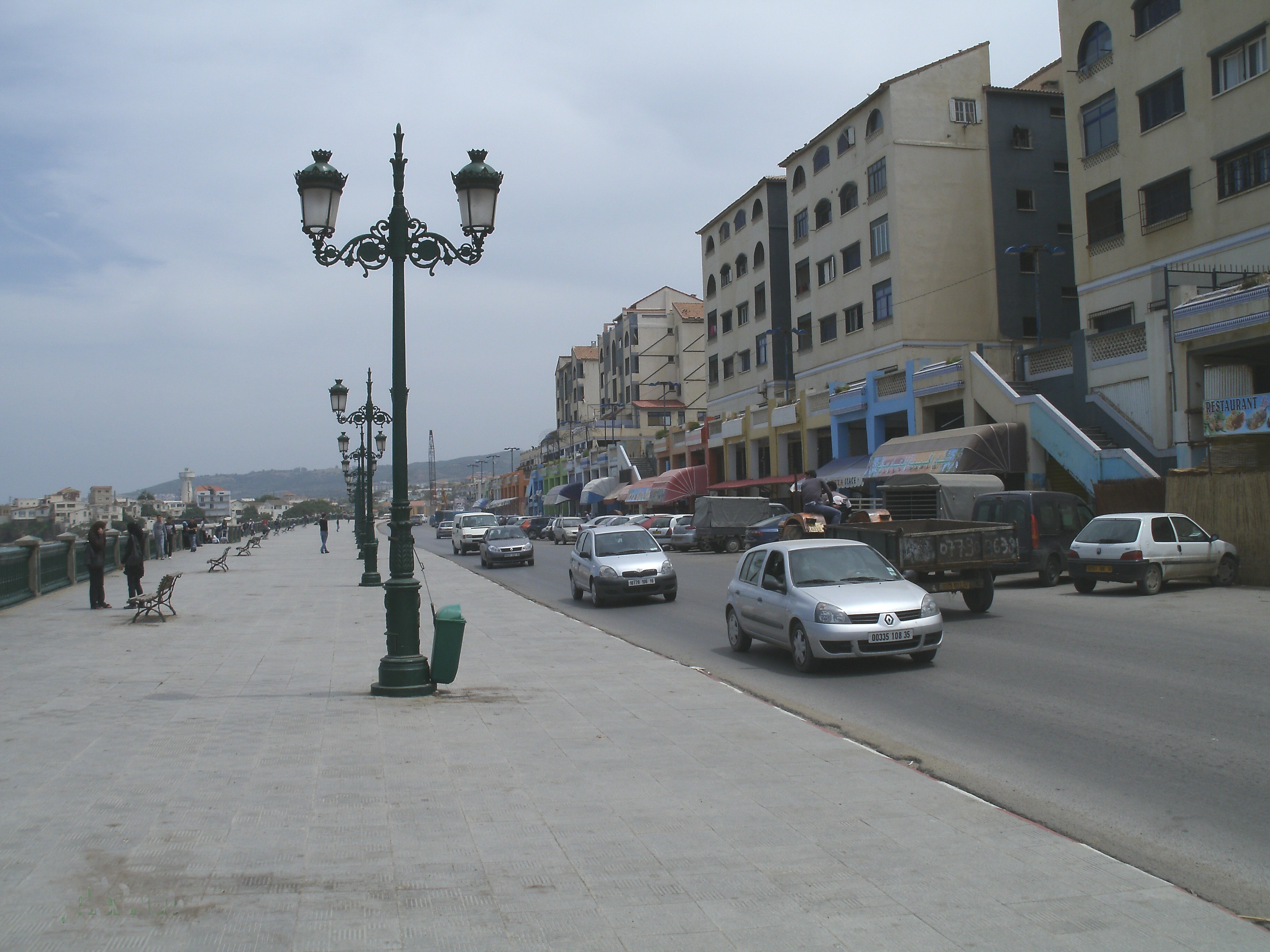
بلدية بومرداس

### القرى
- الصومعة
- أمغلدن
- تابراهيمث
- قدارة
- ماهران
- مرشيشة
- بن داود
- أولاد علي
- أولاد بوحمد
- أولاد صالح
- أولاد الحسين
- تمساوت
- تيزويغين
- تلامعلي
- بوخنفر
- بوعروس
- بني عراب
- ذراع بن حدهم
- اللوز
- الصخيرات
- طبابخة
- آيث حمادوش
- آيث علي
- ترتارة
- زحاحفة
- باش عساس
- عين عسيلة
- عين عمارة
- أولاد ڨسمية
- أولاد دبو
- أولاد خليف
- أولاد بوسعدة
- فخارة
- إيطوبال
- جناح
- بالول
- العزلة
- آيث خليفة
- حدادة
- دباغة
- آيث سي علي
- بني فودة
- المرايل
- بلاد قيطون
- علي بوظهر
- لعزيب مرابطين
- أولاد خليف
- لعزيب مراح
- أولاد بوظهر
- بن كانون
- أحمد بجبج
- الوناس مشايري
- غمراسة
- أمسطاس
- ونوغة

- تولموت بني عمران

## السكان
| ذكور   | فئة عمرية     | إناث   |
| ------ | ------------- | ------ |
| 1٬344  | 85 سنة وأكثر  | 1٬677  |
| 2٬137  | 80 إلى 84 سنة | 2٬265  |
| 3٬845  | 75 إلى 79 سنة | 4٬342  |
| 5٬482  | 70 إلى 74 سنة | 5٬881  |
| 7٬942  | 65 إلى 69 سنة | 7٬548  |
| 9٬604  | 60 إلى 64 سنة | 9٬156  |
| 13٬811 | 55 إلى 59 سنة | 12٬308 |
| 17٬036 | 50 إلى 54سنة  | 15٬756 |
| 19٬561 | 45 إلى 49 سنة | 18٬069 |
| 24٬849 | 40 إلى 44 سنة | 23٬726 |
| 30٬571 | 35 إلى 39 سنة | 29٬186 |
| 35٬806 | 30 إلى 34 سنة | 33٬284 |
| 44٬117 | 25 إلى 29 سنة | 41٬437 |
| 45٬756 | 20 إلى 24 سنة | 44٬157 |
| 41٬870 | 15 إلى 19 سنة | 39٬564 |
| 35٬308 | 10 إلى 14 سنة | 32٬875 |
| 31٬081 | 5 إلى 9 سنوات | 29٬771 |
| 41٬044 | 0 إلى 4 سنوات | 38٬798 |
| 485    | غير معروف     | 632    |

## جغرافيا

### التضاريس
تشكل الطبيعة بمنطقة بومرداس تضاريس متنوعة أهمها: - المنطقة الجبلية نسبة 26% - منطقة الهضاب والمرتفعات 26,5% - منطقة الأراضي المستوية 36,5%.

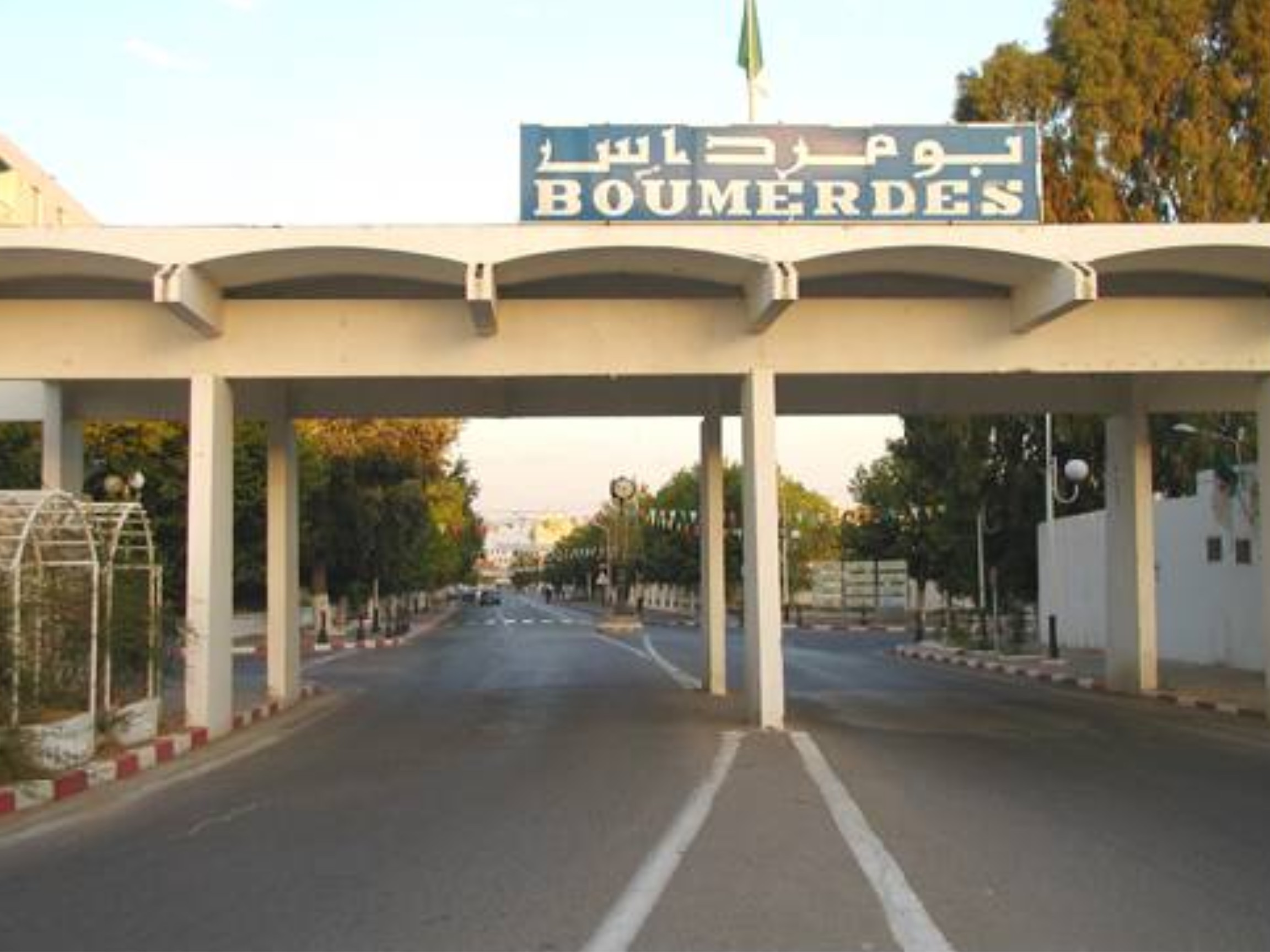
بلدية بومرداس.
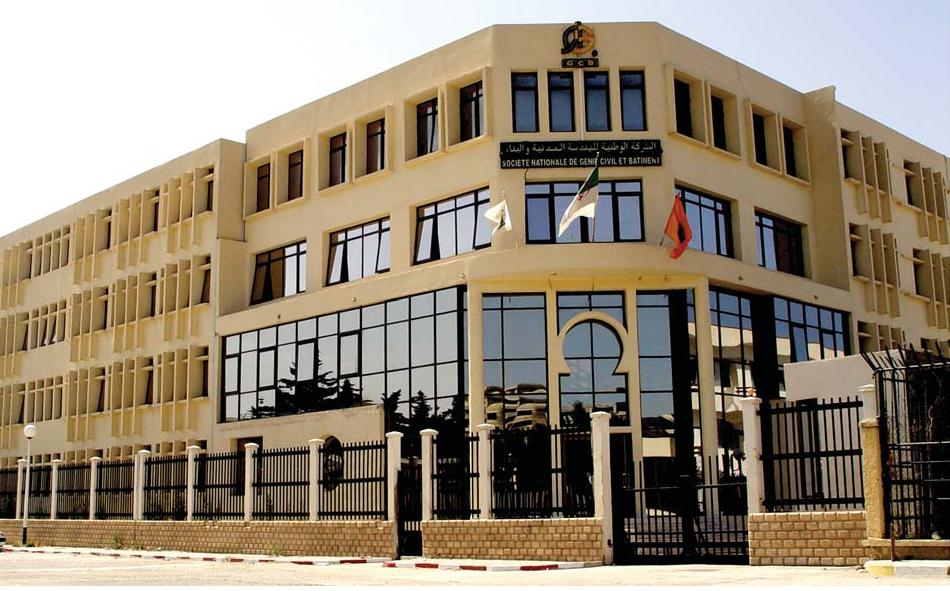
بلدية بومرداس.
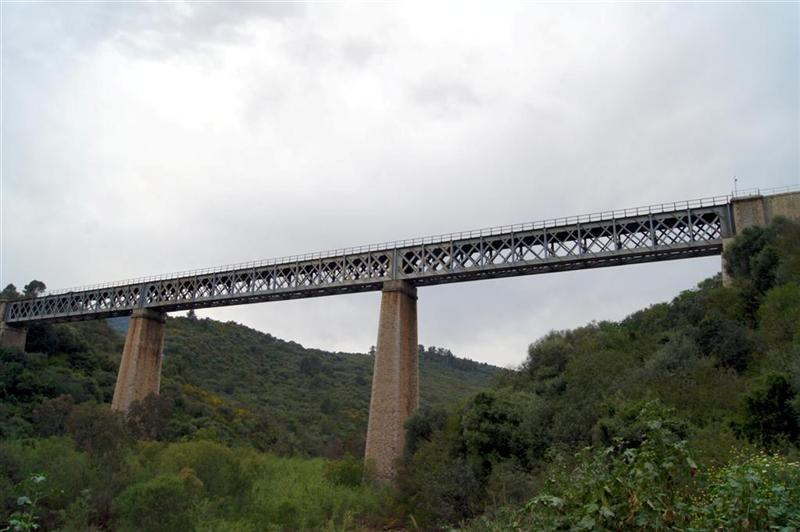
بلدية بومرداس.
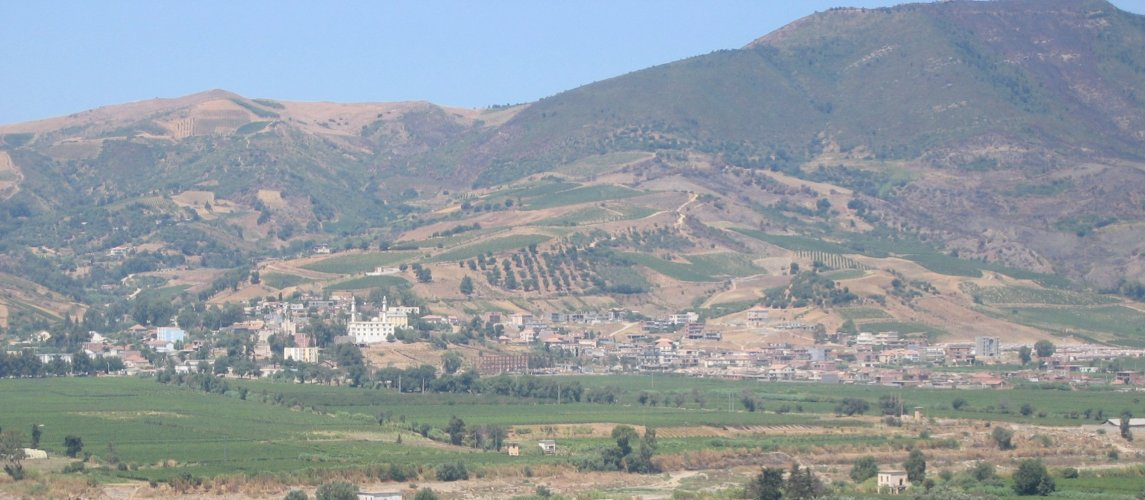
بلدية سيدي داود.

تتألف من مجموعة جبال كما تحوي بعد الأنهر وشاطئ بحري، كما ونتيجة توسع ضواحي العاصمة فقد توسعت إليها بعض الضواحي وخاصة عند حدودها الغربية. وعاصمة الولاية مدينة بومرداس تقع على خط الزلازل وشهدت أكثر من زلزال عنيف عرف أحدها عالميا تحت اسم زلزال بومرداس والذي ضرب بقوة 6.8 ريشتر وذلك في 21 ماي 2003.

وتشتهر ببلدية قدارة وبها جبل بوزقزة وسد قدارة الممون الرئيسي للماء لسكان الجزائر العاصمة.

سد قدارة
منظر على قدارة

### الجبال

جبل بوزقزة

- جبل الخشنة
- جبل بوزقزة
- جبل الصومعة
- جبل بوخنفر
- جبل بوعروس
- جبل بوظهر
- جبل جراح
- جبل لالا أم السعد
- جبل سيدي داود

## نبذة تاريخية
سميت ولاية بومرداس نسبة إلى الولي الصالح سيدي علي بن علي بن أحمد البومرداسي الذي أسس زاويتين إحداها تسمى الزاوية السفلانية وتقع فوق البحر والثانية تسمى الزاوية الفقانية تقع في حي أولاد بومرداس.
ويعود تاريخ ولاية بومرداس إلى فترة ما قبل التاريخ وقد مرت الولاية بعدة مراحل منها: المرحلة الفينيقية في الفترة الممتدة بين (500 ق.م / 146 ق.م) والمرحلة الرومانية بين عامي (42م/431م) والمرحلة الوندالية ما بين (431 م/534م) والبيزنطية في الفترة الممتدة بين (534م/707م) وفي سنة 707م خضعت بومرداس لحكم الدولة الإسلامية بعد فتحها من طرف موسى بن نصير.
البلدات الثلاث زموري البحري (Rusubbicari), جنات (Cissi), ودليس (Rusucurium), هم جميعهم أسسهم الفينيقيون، وكانوا المواقع القديمة الرئيسية بالولاية، بالرغم من أن مواقع بلدات أصغر بناها الرومان في داخل الولاية، مثل تاورقا; إلا أن تلك البلدات الصغيرة لم يبق بها أي آثار هامة. زموري البحري (تحت اسم مرسى الدجاج) ودليس كلاهما حاز بعض الأهمية في العصر الإسلامي، بدءاً مع الحماديين; القصبة التي يعود معظمها إلى العصر العثماني في دليس تبقى عنصراً للجذب السياحي. بومرداس نفسها خضعت للاحتلال الفرنسي على إثر حملة المارشال بيجو عام 1844م، وسماها الفرنسيون روشيه نوار Rocher-Noir في العهد الإستعماري. بومرداس نمت بشكل مطرد بعد تأسيس الولاية عام 1983. الولاية تضررت بشدة من الزلزال الذي ضربها عام 2003، الذي كان مركزه بالقرب من زموري.

### الاحتلال الفرنسي
كان الاحتلال الفرنسي للجزائر انطلاقا من مدينة الجزائر نحو منطقة القبائل مصاحبا لمجازر رهيبة قام بها القادة الفرنسيون في متيجة وحول جبال جرجرة.
| رقم | الحدث        | التاريخ         | المكان |
| --- | ------------ | --------------- | ------ |
| 01  | معركة الثنية | 17 ماي 1837م    | الثنية |
| 02  | معركة عمال   | 18 أفريل 1840م  | عمال   |
| 03  | معركة بودواو | 18 سبتمبر 1840م | بودواو |
| 04  | معركة دلس    | 12 ماي 1844م    | دلس    |
| 05  | معركة يسر    | 2 فيفري 1846م   | يسر    |
| 06  | معركة الثنية | 8 ماي 1871م     | الثنية |

## التعليم الجامعي
تضم هذه الولاية العديد من الجامعات ومؤسسات التعليم الجامعي، منها:
- جامعة أمحمد بوقرة [26]
- المعهد الوطني للإلكترونيك والهندسة الكهربائية [27]
- المعهد الوطني للهندسة الميكانيكية
- المعهد الجزائري العالي للبترول[28]

## الشؤون الدينية

### المساجد
تحتوي هذه الولاية على العديد من المساجد التي تشرف عليها مديرية الشؤون الدينية والأوقاف لولاية بومرداس تحت وصاية وزارة الشؤون الدينية والأوقاف.
- مسجد جابر بن حيان الكوفي (بومرداس)
- مسجد عبد الرحمان ابن خلدون (بومرداس)
- مسجد الفتح
- مسجد النصر
- مسجد الفرقان
- مسجد النصر
- مسجد النور

### الزوايا
- «زاوية سيدي بوسحاقي» (الثنية).

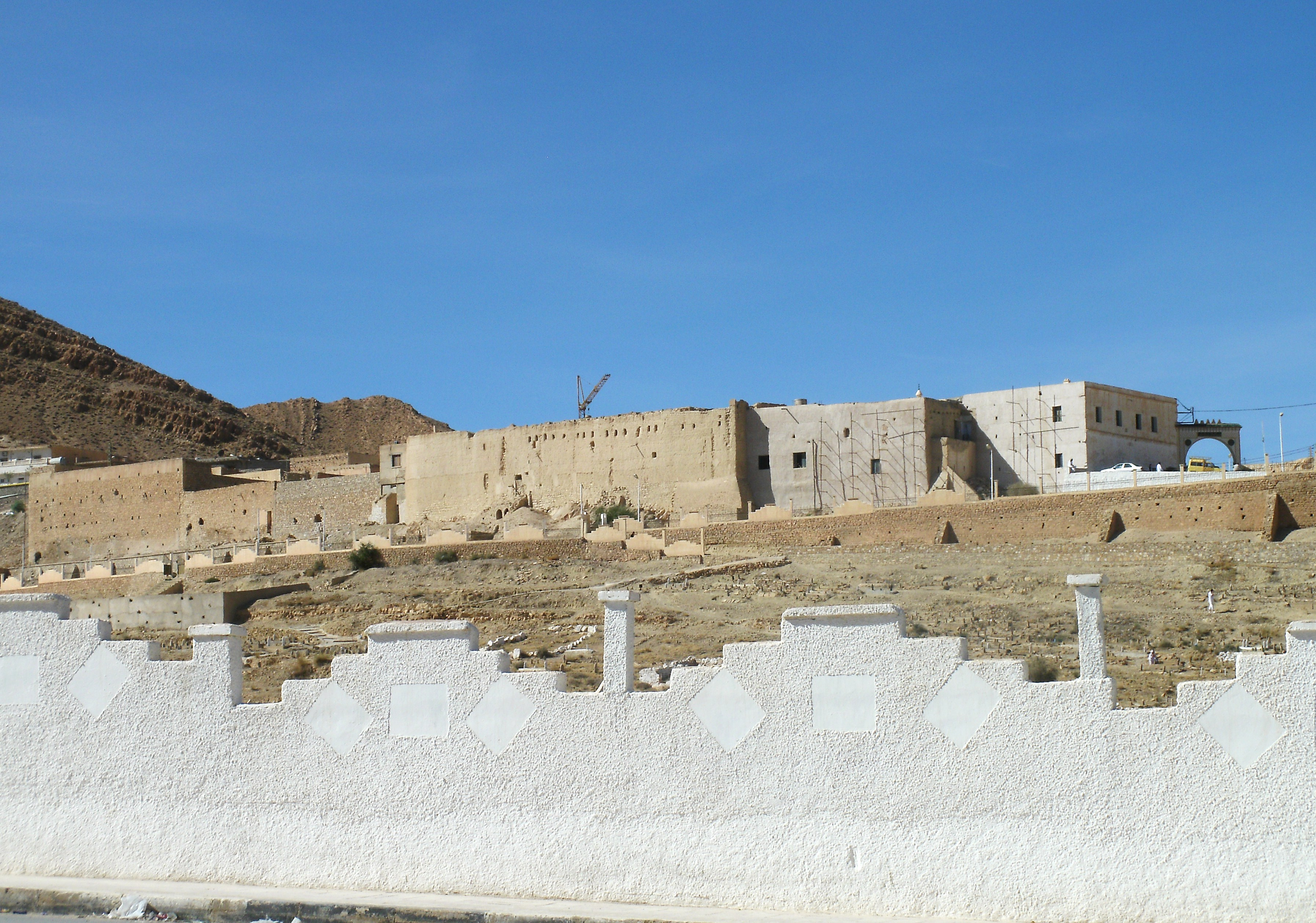
الزاوية الرحمانية

- «زاوية سيدي أعمر الشريف» (سيدي داود).
- «زاوية أولاد بومرداس» (تيجلابين).
- «زاوية سيدي سالم» (بودواو).
- «زاوية سيدي عبد الرحمن الثعالبي» (خميس يسر).
- «زاوية سيدي أمحمد السعدي» (أعفير).
- «زاوية سيدي علي الدباغي» (بني عمران)
- «زاوية الغبارنة» (خميس الخشنة).
- «زاوية بن تافات» (شعبة العامر).
- «زاوية سيدي أحمد بلعباس» (سيدي داود).
- «زاوية آيت حمادوش» (سوق الحد).
- «زاوية سيدي عمار» (دلس).
- «زاوية سيدي علي حشلاف» (بودواو).

### المقابر
- مقبرة الثنية
- مقبرة سوق الحد
- مقبرة تيجلابين
- مقبرة زموري
- مقبرة بومرداس

## الصحة
- مستشفى الثنية
- مستشفى برج منايل
- مستشفى دلس

## السياحة

### المواقع الأثرية
يضم إقليم ولاية بومرداس العديد من المواقع الأثرية منها:
- بنيان الصومعة (الثنية)
- ضريح بلاد قيطون (سي مصطفى)
- روزوبيكاري (زموري البحري)[29]
- قصبة دلس (دلس)[30]
- مغارات سوق الحد (سوق الحد)[31]
- مغارة إيفري ن ويري بلدية عمال
- جبال جراح السياحية ببلدية عمال
- شلالات ليقورج عمال

### الأضرحة
- ضريح سيدي بوسحاقي: بقع في جبل الصومعة ببلدية الثنية.
- ضريح سيدي المجني: يقع قرب البحرب ببلدية دلس.
- ضريح سيدي الحرفي: يقع بالقصبة السفلى ببلدية دلس
- ضريح سيدي البخاري: يقع بالقصبة العليا ببلدية دلس
- ضريح سيدي عمر الشريف: يقع بمنطقة سيدي داود
- ضريح سيدي إبراهيم: يقع شمال شرق مدينة دلس على نتوء صخري مطل على البحر.

إضافة إلى أضرحة أخرى تتوزع على مختلف بلديات الولاية

### الشواطئ

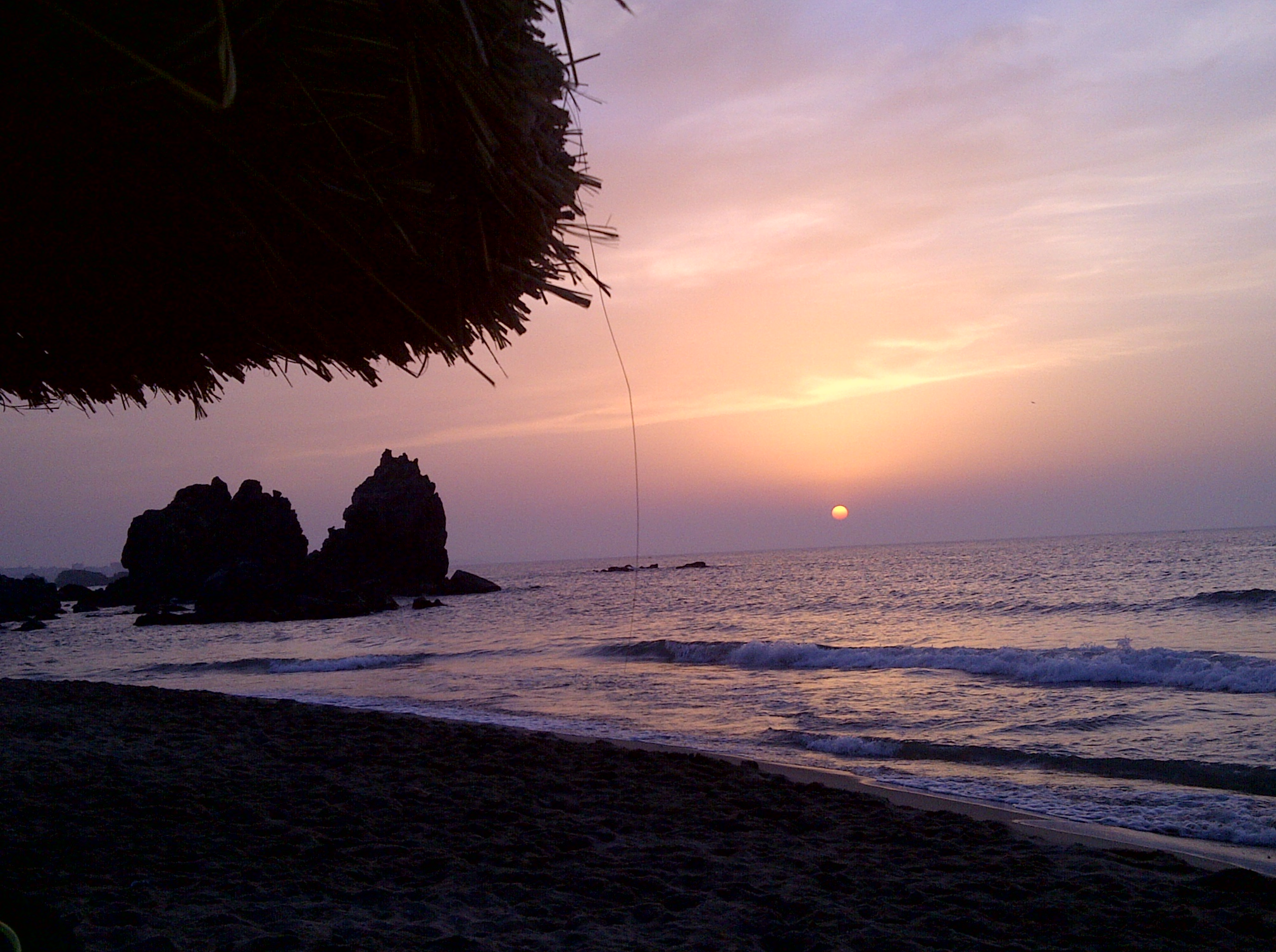
شاطئ الكرمة

يتضمن ساحل هذه الولاية العديد من الشواطئ.
- بلدية الثنية:
  - شاطئ الصخيرات.
- بلدية بودواو البحري:
  - شاطئ القصب.
- بلدية قورصو:
  - شاطئ المنتزه.
- بلدية بومرداس:
- شاطئ الكبيرة.
- بلدية زموري:
  - شاطئ الكدية.
- بلدية لقاطة:
  - شاطئ العناب.
  - شاطئ مندورة
- بلدية جنات:
  - شاطئ المسمكة.
- بلدية سيدي داود:
  - شاطئ ساحل بوبراق.
- بلدية دلس:
  - شاطئ الميناء.
- بلدية أعفير:
  - شاطئ التاروس.

### الفنادق والمنتجعات
- منتجع الصخيرات
- فندق الصومام

## النقل

### محطات القطار

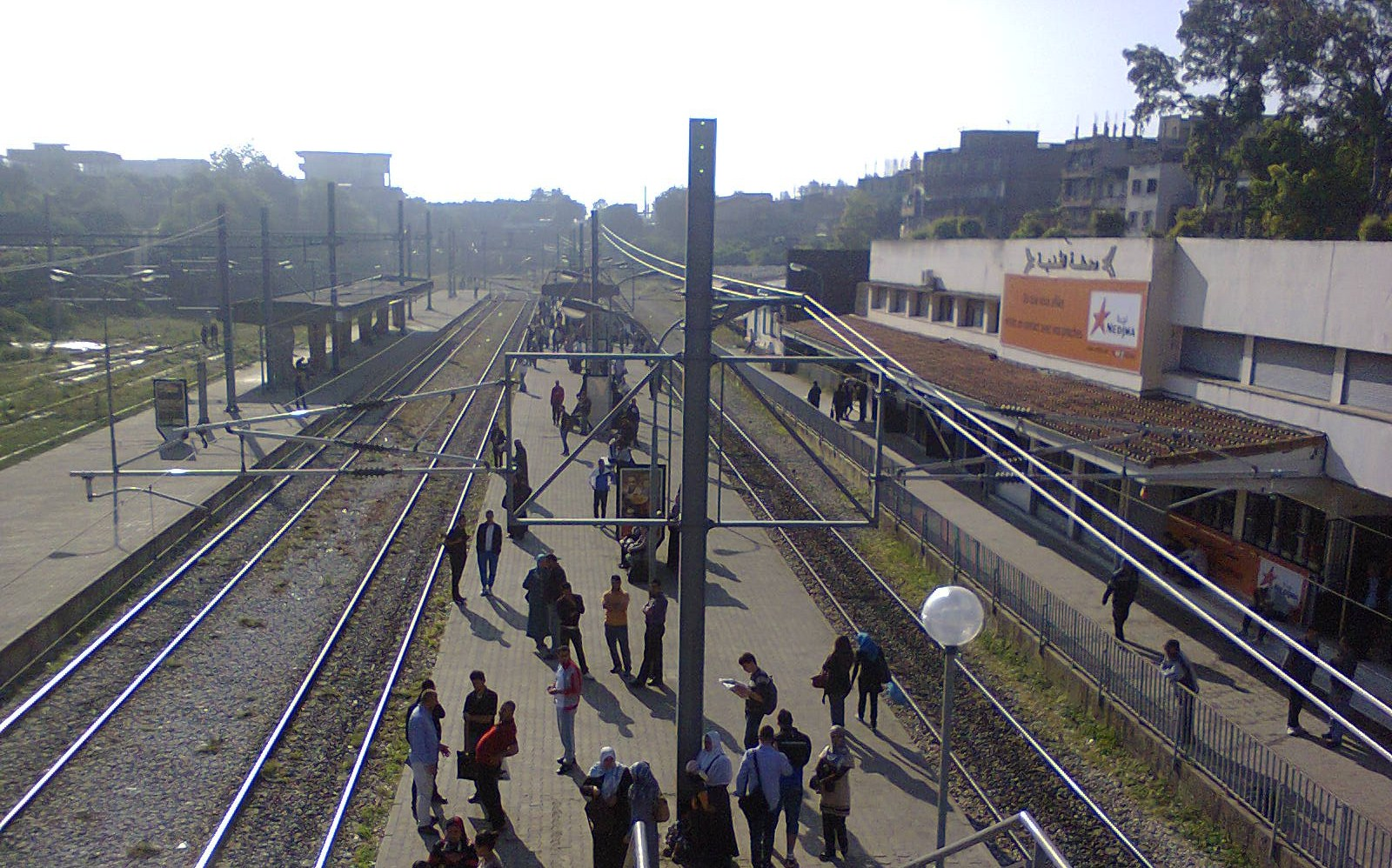
محطة قطار ثنية بني عائشة

تضم شبكة النقل بالسكك الحديدية في ولاية بومرداس العديد من محطات القطار:
- محطة قطار بغلية
- محطة قطار برج منايل
- محطة قطار بني عمران
- محطة قطار بودواو
- محطة قطار بومرداس
- محطة قطار تيجلابين
- محطة قطار ثنية بني عائشة
- محطة قطار دلس
- محطة قطار سوق الحد
- محطة قطار سي مصطفى
- محطة قطار عمال
- محطة قطار قورصو
- محطة قطار الناصرية
- محطة قطار يسر

### الطرق البرية

#### الطرق الوطنية
تمر عبر ولاية بومرداس العديد من الطرق الوطنية، منها:
- الطريق الوطني رقم 5 (طريق قسنطينة).
- الطريق الوطني رقم 12 (طريق تيزي وزو).
- الطريق الوطني رقم 24 (طريق بجاية).
- الطريق الوطني رقم 25 (طريق عين بسام).
- الطريق الوطني رقم 29 (طريق المدية).
- الطريق الوطني رقم 68 (طريق ذراع الميزان).
- الطريق الوطني رقم 71 (طريق عزازقة).
- الطريق السيار شرق-غرب

#### الطرق الولائية
تمر عبر ولاية بومرداس العديد من الطرق الولائية، منها:
الطريق الولائي رقم 2
الطريق الولائي رقم 3
الطريق الولائي رقم 4
الطريق الولائي رقم 17
الطريق الولائي رقم 18
الطريق الولائي رقم 25
الطريق الولائي رقم 27
الطريق الولائي رقم 35
الطريق الولائي رقم 48
الطريق الولائي رقم 68
الطريق الولائي رقم 93
الطريق الولائي رقم 107
الطريق الولائي رقم 120
الطريق الولائي رقم 121
الطريق الولائي رقم 122
الطريق الولائي رقم 128
الطريق الولائي رقم 149
الطريق الولائي رقم 151
الطريق الولائي رقم 152
الطريق الولائي رقم 154
الطريق الولائي رقم 222
الطريق الولائي رقم 224

#### الطرق البلدية
تمر عبر ولاية بومرداس العديد من الطرق البلدية، منها:
طريق الصومعة
طريق الصخيرات
طريق بوعروس

## الموارد المائية

### الينابيع
- ثالة ثيلاوين
- ثالة أحريز
- ثالة أوفلة
- ثالة نبوعفان
- ثالة يوس
- الشرشار

### الوديان

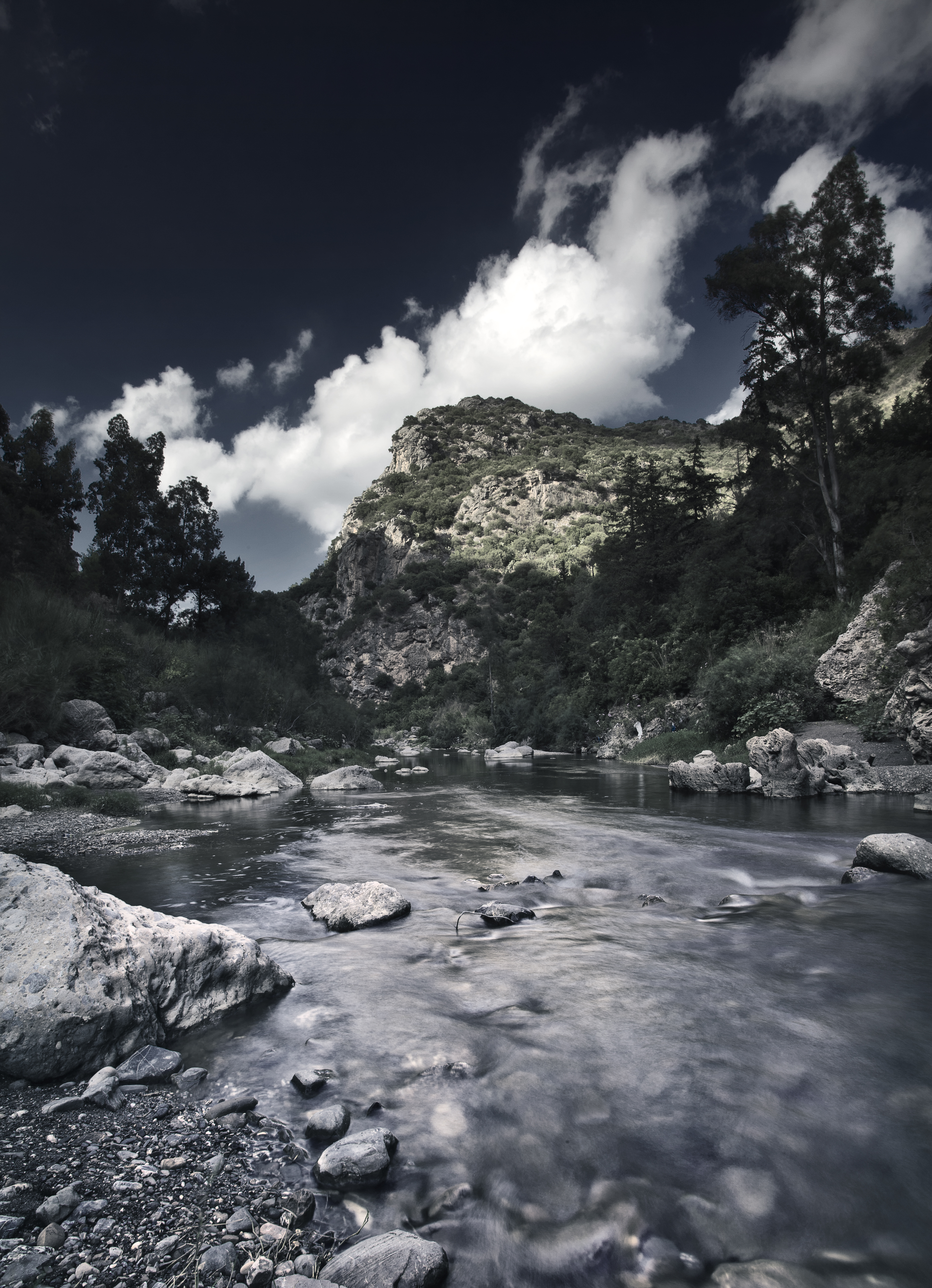
مجرى وادي يسر

يتضمن إقليم هذه الولاية العديد من الوديان منها:
- وادي الحميز
- وادي الرغاية
- وادي سيباو
- وادي يسر
- وادي عربية
- وادي مغلدن
- وادي بومرداس
- وادي بودواو
- وادي الجمعة
- وادي منايل
- وادي شندر
- وادي قورصو
- وادي الأربعاء
- وادي قداش
- وادي بوردين
- وادي جعونة
- وادي بوليقدورو
- وادي شراقة
- وادي بومزار
- وادي قطار
- وادي بوقدورة
- وادي الحمام (بومرداس)
- وادي دوحوش
- وادي المرجة
- وادي بوفرون
- وادي حسنات
- وادي الأربعطاش

### السدود

سد قدارة

تضم ولاية بومرداس العديد من السدود، منها:
- سد بني عمران
- سد قدارة
- سد الثنية
- سد شندر
- سد سيدي داود
- سد جنات
- سد الحميز
- سد العلال
- سد مرجة الفايت

## الاقتصاد

### المناجم
- مغارات سوق الحد
- منجم قدارة
- منجم وادي قداش
- محجرة تلامعلي
- محجرة بلاد قيطون
- منجم شعبة زرزور

### الموانئ
يضم ساحل ولاية بومرداس ثلاثة موانئ بالإضافة إلى العديد من مرافئ الصيد البحري.

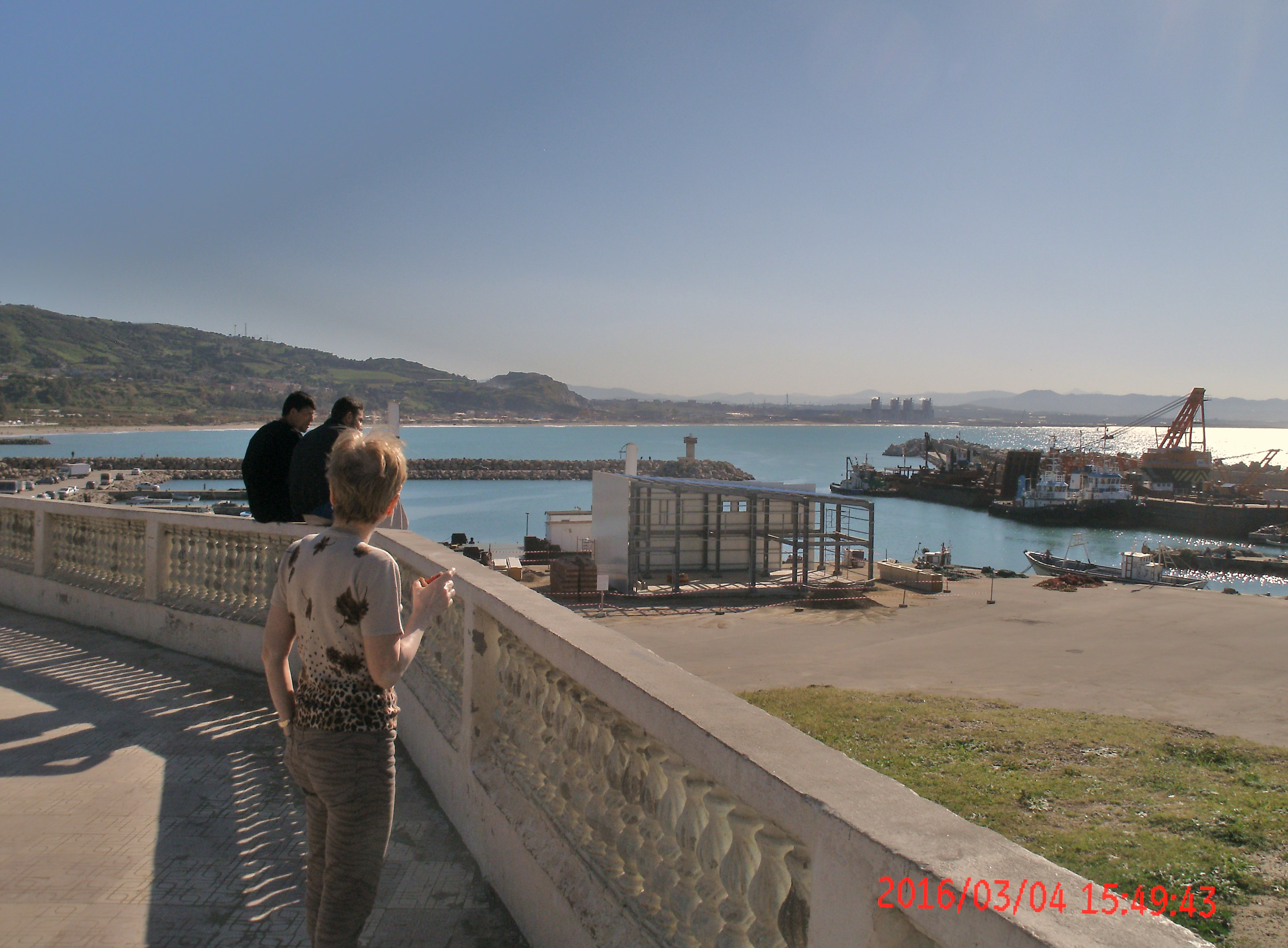
ميناء جنات
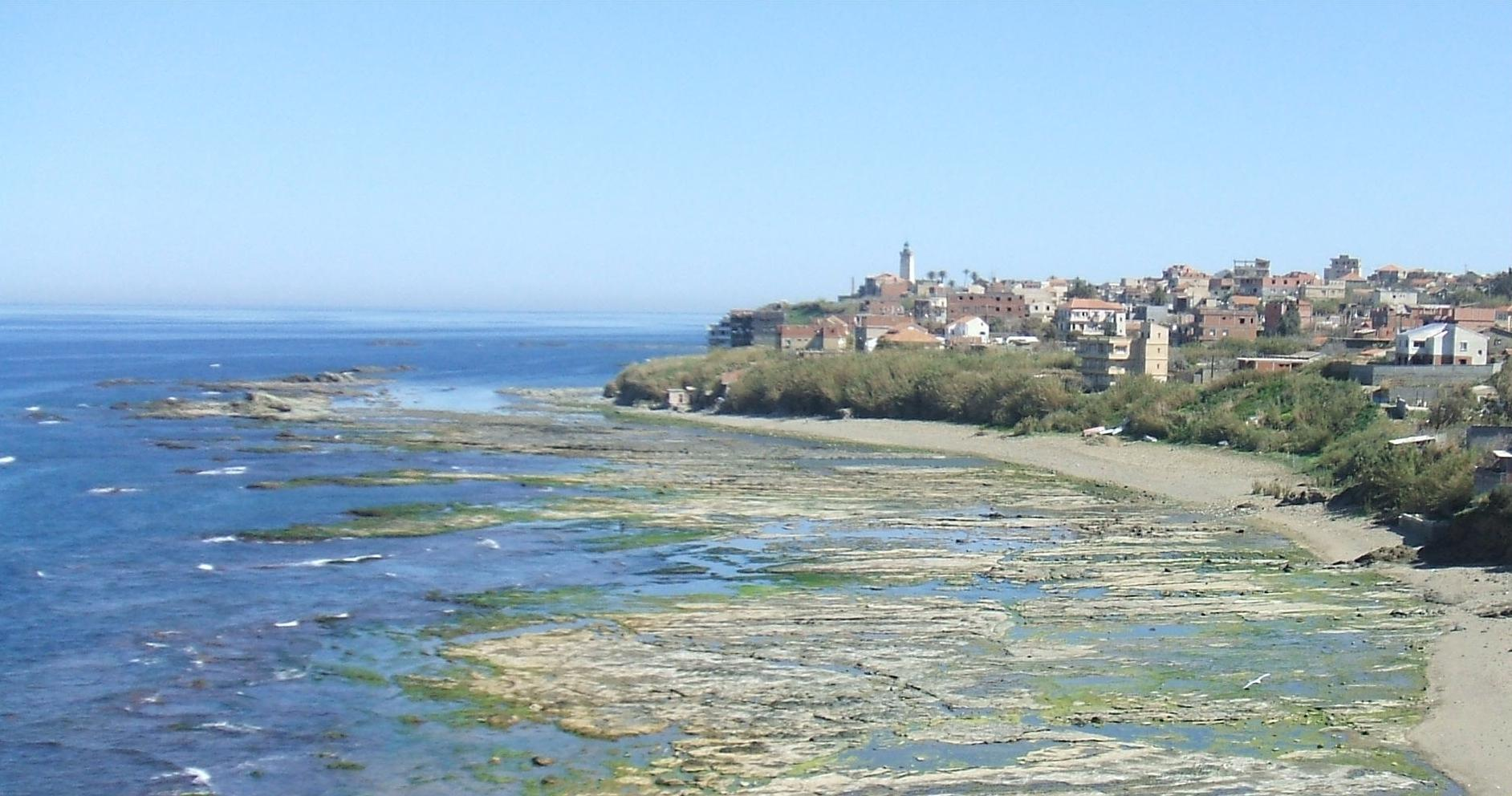
شاطئ قرب ميناء دلس
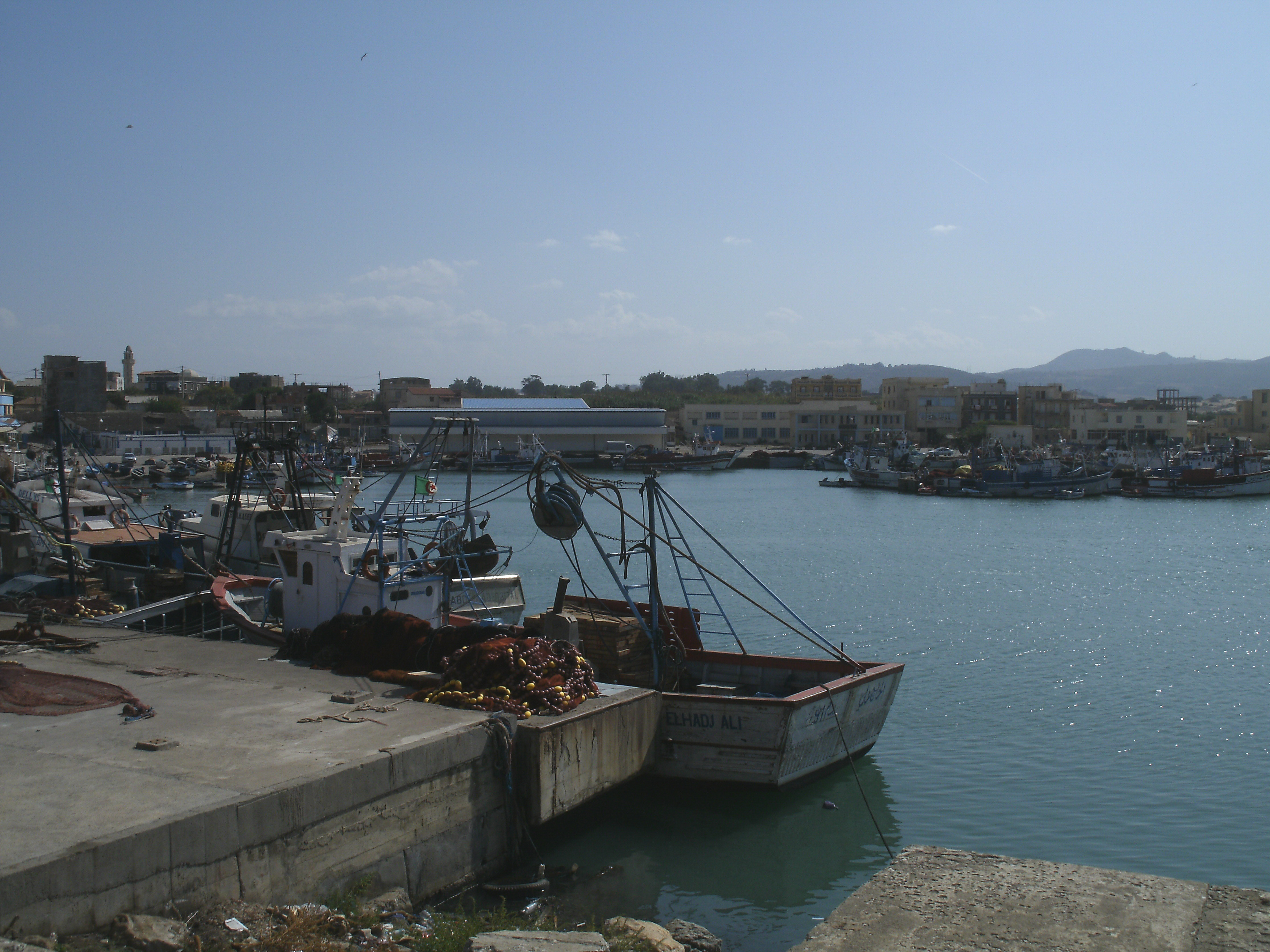
ميناء زموري

### ملاجئ الصيد
ملجأ القوس بدلس عبارة عن ملجأ طبيعي للصيد البحري يتخذ شكل قوس، يستقبل عددا قليلا من القوارب المستعملة خاصة في صيد السردين.
ويشغّل ما يقارب 250 صيادا، وبه 35 مهجعا للصيادين ينشط منهم قرابة 90 مهنيا في الترفيه.

### المصانع
- مصنع الزجاج في الثنية
- مصنع القطن في يسر
- مصنع البراغي في برج منايل
- مصنع الإسمنت في بودواو
- مصنع الخزف في تيجلابين

## الرياضة

### الملاعب
يضم إقليم ولاية بومرداس العديد من ملاعب كرة القدم ضمن منطقة القبائل، منها:
1. ملعب الأربعطاش (الإحداثيات: 36°38′33″N 3°22′16″E / 36.6424448°N 3.3710292°E)
2. ملعب أعفير (الإحداثيات: 36°50′30″N 3°59′02″E / 36.8415411°N 3.98387°E)
3. ملعب أولاد عيسى (الإحداثيات: 36°47′56″N 3°48′51″E / 36.79886°N 3.8140608°E)
4. ملعب أولاد موسى (الإحداثيات: 36°41′03″N 3°22′11″E / 36.6842536°N 3.369695°E)
5. ملعب أولاد هداج (الإحداثيات: 36°42′45″N 3°20′11″E / 36.7123807°N 3.3362851°E)
6. ملعب برج منايل [الفرنسية] (الإحداثيات: 36°44′34″N 3°43′10″E / 36.7427539°N 3.7195544°E)
7. ملعب بغلية (الإحداثيات: 36°49′19″N 3°51′28″E / 36.8220209°N 3.8577898°E)
8. ملعب بن شود (الإحداثيات: 36°51′38″N 3°52′45″E / 36.8606003°N 3.87924°E)
9. ملعب بني عمران (الإحداثيات: 36°40′09″N 3°35′42″E / 36.669285°N 3.5949603°E)
10. ملعب بودواو [الفرنسية] (الإحداثيات: 36°43′34″N 3°24′58″E / 36.7260345°N 3.4161439°E)
11. ملعب بودواو البحري (الإحداثيات: 36°46′17″N 3°23′08″E / 36.7714301°N 3.3855422°E)
12. ملعب بومرداس (الإحداثيات: 36°45′50″N 3°28′19″E / 36.763881°N 3.4718569°E)
13. ملعب تاورقة (الإحداثيات: 36°47′56″N 3°56′50″E / 36.7988968°N 3.9471782°E)
14. ملعب تيجلابين (الإحداثيات: 36°43′34″N 3°29′54″E / 36.7260576°N 3.4983318°E)
15. ملعب تيمزريت (الإحداثيات: 36°40′33″N 3°48′17″E / 36.6757949°N 3.8047264°E)
16. ملعب ثنية بني عائشة [الفرنسية] (الإحداثيات: 36°43′27″N 3°33′32″E / 36.7240904°N 3.5589108°E)
17. ملعب جنات (الإحداثيات: 36°52′39″N 3°43′32″E / 36.8776048°N 3.7255615°E)
18. ملعب حمادي (الإحداثيات: 36°40′57″N 3°15′25″E / 36.6825649°N 3.2569911°E)
19. ملعب خروبة (الإحداثيات: 36°39′30″N 3°24′23″E / 36.6583287°N 3.4063557°E)
20. ملعب خميس الخشنة (الإحداثيات: 36°39′05″N 3°19′44″E / 36.6514867°N 3.328761°E)
21. ملعب دلس [الفرنسية] (الإحداثيات: 36°55′00″N 3°54′08″E / 36.9166381°N 3.9022261°E)
22. ملعب زموري (الإحداثيات: 36°47′04″N 3°36′14″E / 36.7844255°N 3.6039506°E)
23. ملعب سوق الحد (الإحداثيات: 36°41′14″N 3°35′25″E / 36.6872567°N 3.5903191°E)
24. ملعب سي مصطفى (الإحداثيات: 36°43′22″N 3°37′02″E / 36.7226391°N 3.6173593°E)
25. ملعب سيدي داود (الإحداثيات: 36°51′08″N 3°51′12″E / 36.8520895°N 3.8533428°E)
26. ملعب شعبة العامر (الإحداثيات: 36°38′05″N 3°41′55″E / 36.6345941°N 3.6986648°E)
27. ملعب عمال (الإحداثيات: 36°38′03″N 3°35′34″E / 36.6341001°N 3.5926551°E)
28. ملعب قدارة (الإحداثيات: 36°37′40″N 3°29′00″E / 36.6278718°N 3.4832626°E)
29. ملعب قورصو (الإحداثيات: 36°44′59″N 3°26′32″E / 36.7496723°N 3.4421782°E)
30. ملعب لقاطة (الإحداثيات: 36°44′52″N 3°40′50″E / 36.7477315°N 3.6805292°E)
31. ملعب الناصرية (الإحداثيات: 36°44′53″N 3°50′33″E / 36.7479171°N 3.8425502°E)
32. ملعب يسر [الفرنسية] (الإحداثيات: 36°43′35″N 3°39′50″E / 36.7264153°N 3.6637502°E)

### النوادي
يضم إقليم ولاية بومرداس العديد من نوادي كرة القدم، منها:
شباب مستقبل بلدية الثنية
الاتحاد الرياضي لدلس
الشباب الرياضي لبرج منايل
الشباب الرياضي ليسر
اتحاد بلدية خميش الخشنة
النجم الرياضي لمدينة بودواو
رائد شباب بومرداس

## نواب ولاية بومرداس في المجلس الشعبي الوطني
يبلغ عدد النواب في المجلس الشعبي الوطني عن ولاية بومرداس 10 نواب خلال الدورة التشريعية 2017م-2022م التي انطلقت بعد 4 ماي 2017م.
التوزع الجنسي لنواب البرلمان عن ولاية بومرداس (2012م-2017م)
يتوزع نواب البرلمان عن ولاية بومرداس في الدورة التشريعية 2017م-2022م وفق الجنس حسب النسب التالية:
1. النواب النساء: 3 (30.00 %).
2. النواب الرجال: 7 (70.00 %).

### التوزيع الحزبي
الانتماء الحزبي لنواب البرلمان عن ولاية بومرداس (2017م-2022م)
يتوزع نواب البرلمان عن ولاية بومرداس في الدورة التشريعية 2017م-2022م حسب عدة قوائم حزبية:
1. جبهة القوى الاشتراكية: 2 نواب (20.00 %).
2. حركة مجتمع السلم: 1 نائب (10.00 %).
3. جبهة التحرير الوطني: 1 نائب (10.00 %).
4. الحركة الشعبية الجزائرية: 1 نائب (10.00 %).
5. التجمع الوطني الديمقراطي: 2 نواب (20.00 %).
6. التحالف الوطني الجمهوري: 1 نائب (10.00 %).
7. الاتحاد الوطني من أجل التنمية: 1 نائب (10.00 %).
8. حزب العدل والبيان: 1 نائب (10.00 %).

### القائمة الاسمية للنواب خلال العهدة التشريعية 2017م-2022م
1. صليحة مخرف (التجمع الوطني الديمقراطي).[34]
2. فازية آيت أحمد (جبهة التحرير الوطني).[35]
3. نعيمة لغليمي (حزب العدل والبيان).
4. سعيد زوار (حركة مجتمع السلم).[36]
5. بوعلام درامشيني (التجمع الوطني الديمقراطي).[34]
6. علي لعسكري (جبهة القوى الاشتراكية).[35]
7. أمحمد أبعزيز (التحالف الوطني الجمهوري).
8. جمعة رقاس (الحركة الشعبية الجزائرية).
9. صادق زوقاري (جبهة التحرير الوطني).[37]

1. سيد علي بلعيد (الاتحاد الوطني من أجل التنمية).

## وصلات أخرى

### وصلات داخلية
- بومرداس
- منطقة القبائل
- زواوة
- عروش زواوة
- أمازيغ
- جبال الخشنة

### وصلات خارجية
- أخبار بومرداس

## شخصيات
- نوبل
- فيرماس
- جيلدون
- سيدي بوسحاقي
- محمد رحمون
- أعمر الشريف الإيراثني
- إبراهيم بوسحاقي
- أرزقي زرارطي
- أمين ابن البوسحاقي
- بشير بوجليد
- حسين زهوان [الفرنسية]
- مصطفى إسحاق بوسحاقي
- حسين زياني
- سالم موحمو
- حسين سلطاني
- رشيد علي يحي [الفرنسية]
- يحي بوسحاقي
- محمد بويسري
- محمد العيشاوي
- رشيد ناجي
- زين الدين فرحات
- عبد الرحمان بوسحاقي
- محمد بورنان
- مصطفى تومي
- محمد مشكاريني
- عبد الرحمان إبرير
- عبد الرحمن الثعالبي
- إلياس دريش
- عبد الرحمان بن حميدة
- عبد الرحمن حماد
- عبد القادر زرار
- علي ريالي
- علي لعسكري
- معمر بالطيب
- رشيد دريش
- محمد ميسوري
- فاروق بلقايد
- دحمان دريش (سياسي)
- فاطمة زهرة زموم
- فوزي شاوشي
- محمد بلونيس
- محمد دريش (أكاديمي)
- محمد حطاب
- محمد دريش
- محمد علالو
- دحمان دريش
- محمد فليسي
- محمد لمين عبيد
- محمد ميسوري
- نور الدين مليكشي
- الوناس بن دحمان
- رابح خليف [الفرنسية]